# نادي كريفباس لكرة السلة
نادي كريفباس لكرة السلة (بالأوكرانية: Кривбас) هو فريق كرة سلة أوكراني للمحترفين تأسس في سنة 2000 يقع مقره في كريفي ريه.

## الإنجازات
- الدوري الأوكراني لكرة السلة (1):

2009